# 草酸锂
草酸锂是一种无机化合物，化学式为Li
2C
2O
4，是锂的草酸盐。

## 合成与反应
草酸锂可由草酸和氢氧化锂反应制得：
{\displaystyle {\mathsf {2LiOH+H_{2}C_{2}O_{4}\ \xrightarrow {\ } Li_{2}C_{2}O_{4}+2H_{2}O}}}
它和草酸铀酰按等化学计量比在溶液中煮沸后冷却，可以得到黄色的Li2UO2(C2O4)2·5H2O晶体。它和五氟化磷反应，得到四氟(草酸根)合磷酸锂（LiPF4C2O4）；它和三氟化硼乙醚反应，可以得到相应的硼酸根配合物（LiBF2C2O4）。